# Тальменка (Кемеровская область)
Тальме́нка — посёлок железнодорожной станции в Яшкинском районе Кемеровской области России. Входит в состав Литвиновского сельского поселения.

## География
Посёлок находится в северной части Кемеровской области, в юго-восточной части Западно-Сибирской равнины, к северу от реки Сосновки, на расстоянии примерно 13 км (по прямой) к юго-западу от посёлка городского типа Яшкино, административного центра района. Абсолютная высота — 227 м над уровнем моря.

### Часовой пояс
Посёлок Тальменка, как и вся Кемеровская область, находится в часовой зоне МСК+4. Смещение применяемого времени относительно UTC составляет +7:00.

## Население
| 2010 |
| ---- |
| 34   |

Гендерный состав
По данным Всероссийской переписи населения 2010 года в гендерной структуре населения мужчины составляли 44,1 %, женщины — соответственно 55,9 %.
Национальный состав
Согласно результатам переписи 2002 года, в национальной структуре населения русские составляли 93 % из 60 чел.

## Улицы
В населённом пункте имеются две улицы: Железнодорожная и Озёрная.